# Pseudobatos
A Pseudobatos a porcos halak (Chondrichthyes) osztályának a Rhinopristiformes rendjébe, ezen belül a hegedűrája-félék (Rhinobatidae) családjába tartozó nem.

## Tudnivalók
A Pseudobatos-fajok korábban a Rhinobatos nembe voltak besorolva. Ezek a porcos halak az Amerikák tengerpartjainak a melegebb tájain fordulnak elő; nyugaton Észak-Chilétől Kaliforniáig és keleten Északkelet-Argentínától Észak-Karolináig. Az alapszínük barna vagy szürkés. Méretük fajtól függően 70-170 centiméter között változik.

## Rendszerezés
A nembe az alábbi 8 faj tartozik:
- Pseudobatos glaucostigmus (D. S. Jordan & C. H. Gilbert, 1883) - típusfaj
- Pseudobatos horkelii (J. P. Müller & Henle, 1841)
- Pseudobatos lentiginosus (Garman, 1880)
- Pseudobatos leucorhynchus (Günther, 1867)
- Chola hegedűrája (Pseudobatos percellens) (Walbaum, 1792)
- Pseudobatos planiceps (Garman, 1880)
- Pseudobatos prahli (Acero P. & Franke, 1995)
- Pseudobatos productus (Ayres, 1854)

### Fordítás
- Ez a szócikk részben vagy egészben  a   Pseudobatos című angol Wikipédia-szócikk ezen változatának fordításán alapul.  Az eredeti cikk szerkesztőit annak laptörténete sorolja fel. Ez a jelzés csupán a megfogalmazás eredetét és a szerzői jogokat jelzi, nem szolgál a cikkben szereplő információk forrásmegjelöléseként.